# Савинки (Черниговская область)
Са́винки (укр. Савинки) — село в Корюковском районе Черниговской области Украины. Население 612 человек. Занимает площадь 2,684 км².
Код КОАТУУ: 7422488301. Почтовый индекс: 15360. Телефонный код: +380 4657.

## Власть
Орган местного самоуправления — Савинковский сельский совет. Почтовый адрес: 15360, Черниговская обл., Корюковский р-н, с. Савинки, ул. Леси Украинки, 2.

## География
Село расположено на речке Убедь, в 16 км от районного центра Корюковки. Высота над уровнем моря — 137 м.

## История
Село основано в XVII веке. Во время Второй Мировой войны 560 жителей села ушли в Красную Армию, 150 человек получили медали и ордена.